# Kat (geologia)
| System                           | Oddział  | Piętro    | Wiek (mln lat) |
| -------------------------------- | -------- | --------- | -------------- |
| Sylur                            | Landower | Ruddan    | młodsze        |
| Ordowik                          | Późny    | Hirnant   | 445,6–443,7    |
| Ordowik                          | Późny    | Kat       | 455,8–445,6    |
| Ordowik                          | Późny    | Sandb     | 460,9–455,8    |
| Ordowik                          | Środkowy | Darriwil  | 468,1–460,9    |
| Ordowik                          | Środkowy | Daping    | 471,8–468,1    |
| Ordowik                          | Wczesny  | Flo       | 478,6–471,8    |
| Ordowik                          | Wczesny  | Tremadok  | 488,3–478,6    |
| Kambr                            | Furong   | Piętro 10 | starsze        |
| Podział według IUGS, lipiec 2009 |          |           |                |

Kat (ang. Katian)
- w sensie geochronologicznym – drugi wiek późnego ordowiku, trwający około 10 milionów lat (od 455,8 ± 1,6 do 445,6 ± 1,5 milionów lat temu).

- w sensie chronostratygraficznym – drugie piętro górnego ordowiku, wyższe od sandbu a niższe od hirnantu. Stratotyp dolnej granicy katu znajduje się w grzbiecie Black Knob koło miasta Atoka (Oklahoma, USA). Dolną granicę katu wyznacza pierwsze pojawienie się graptolita Diplacanthograptus caudatus (Lapworth, 1876). Nazwa pochodzi od wyschniętego jeziora Katy Lake koło Atoka (SE Oklahoma).